# Backspacer
Backspacer – album amerykańskiej rockowej grupy muzycznej Pearl Jam wydany w roku 2009.

## Lista utworów
1. „Gonna See My Friend” – 2:48
2. „Got Some” – 3:02
3. „The Fixer” – 2:57
4. „Johnny Guitar” – 2:50
5. „Just Breathe” – 3:35
6. „Amongst the Waves” – 3:58
7. „Unthought Known” – 4:08
8. „Supersonic” – 2:40
9. „Speed of Sound” – 3:34
10. „Force of Nature” – 4:04
11. „The End” – 2:57

## Twórcy
Pearl Jam
- Matt Cameron – perkusja
- Jeff Ament – gitara basowa
- Stone Gossard – gitara
- Mike McCready – gitara
- Eddie Vedder – śpiew, gitara

Inni muzycy
- Brendan O’Brien – pianino, klawisze, instrumenty perkusyjne